# 徐栻
徐栻（1519年—1581年），字世寅，號鳳竹，直隸常熟縣（今常熟市）。明朝政治人物。

## 生平
嘉靖二十五年（1546年）丙午科應天府乡试第一百十二名舉人，二十六年（1547年）丁未科聯捷三甲進士。授江西宜春縣知縣，懲治權相嚴嵩不法家人。三十一年正月选授南京湖广道試御史，十二月實授，三十五年三月考察以浮躁降调，謫浙江布政司都事，量移建宁府推官，遷饶州府同知。升浙江按察司佥事，寻擢右参议，逾月而丁继母张淑人忧。服除，起补河南布政使司右参议，四十四年六月升湖广按察司副使、提调学校。
隆慶元年（1567年）二月，由湖廣按察司副使升雲南布政使司右參政，二年六月晋按察使，四年二月升山东右布政使。隆慶五年（1571年）二月调江西左布政使，三月遷順天府府尹，五月升都察院右副都御史、巡抚江西兼理军务。
萬曆元年（1573年）二月升為南京工部右侍郎，三年九月南京工部尚書劉應節請開膠萊河，得到張居正支持，徐栻改任工部右侍郎兼都察院右佥都御史，会同山东官员开浚新河，結果耗費甚多，無功而返。四年五月改任兵部右侍郎兼官如故、提督军务、巡抚浙江，六年三月升刑部左侍郎，八月升南京工部尚書，十月被弹劾，令回籍听用。

## 著作
刊《條例備考》24卷。

## 家族
曾祖徐孜，號稼軒。祖父徐鯤，號拙隐，配時氏。父徐天民（1476年-1534年），字覺甫，號思隐。母吴氏，贈孺人，累贈淑人；继母张氏，累贈淑人。兄徐侯、徐俶、徐伋。
子徐尚德，监生。孫徐昌祚，官刑部员外郎；侄孫徐待聘，辛丑進士。